# Bundesrealgymnasium Schloss Traunsee
Das Bundesrealgymnasium (BRG) Schloss Traunsee ist eine ehemalige Höhere Internatsschule des Bundes im Schloss Traunsee und Nebengebäuden in Altmünster (Oberösterreich).

## Schulform
Das BRG Schloss Traunsee vereint ein wirtschaftskundliches Realgymnasium und ein naturwissenschaftliches Realgymnasium. Der Schwerpunkt liegt auf Sprachen.

## Schüler
Die Schüleranzahl von 506 Schülern setzt sich aus 281 Buben und 225 Mädchen zusammen, die von 45 Lehrern unterrichtet werden.
Davon sind 225 Schüler extern, 242 halbintern und nur 39 Schüler besuchen das Internat.

## Schulgeschichte
Die nach dem Zweiten Weltkrieg schwer beschädigte Internatsschule wurde unter dem damaligen Direktor Alois Bauernfeind als BEA (Bundeserziehungsanstalt) Schloß Traunsee wieder aufgebaut. Das BRG Schloss Traunsee war ursprünglich ein reines Mädcheninternat. Erst kürzlich wurde ein Workshop für Hochbegabte namens „Talenteakademie“ durch die Stiftung Talente eröffnet.

## Architektur und Gebäude
Die Schule besteht aus dem Schloss Traunsee und einem neueren Unterrichtsgebäude. Das Schloss wurde in den Jahren von 1873 bis 1876 als Villa Marie Therese durch den Architekten Heinrich Adam im Auftrag von Herzog Philipp von Württemberg errichtet, der es dann seiner Frau schenkte. Im Jahr 1955 kam das Schloss durch den Staatsvertrag an den österreichischen Staat. Eingebettet in einen großzügigen Schulpark mit Teich sind die Schulgebäude zusätzlich mit Sportplätzen und einem Speisesaal ausgestattet. Für den Sportunterricht im Winter wird die nahe gelegene Bezirksporthalle genutzt.

## Pädagogische Arbeit, Ausstattung und Angebote

### Unterstufe
Das wirtschaftskundliche und das naturwissenschaftliche Realgymnasium wird in der Unterstufe noch gemeinsam unterrichtet. Die Festlegung findet erst in der 5. Klasse statt.
Zusätzlich zu den Pflichtgegenständen gibt es ein zusätzliches Angebot an unverbindlichen Übungen und Freigegenständen die teilweise auch in der Oberstufe fortgesetzt werden können:
- Kochen (1.–4. Klasse)
- Chor (1.–5. Klasse)
- Darstellendes Spiel (1.–8. Klasse)
- Schach (1.–4. Klasse)
- Fußball (1. und 2. Klasse)
- Informatik (3.–5. Klasse: ICDL)
- Maschinenschreiben (1. Klasse – Schnellkurs)
- Schulband (1.–8. Klasse)

### Oberstufe
In der Oberstufe können die Schüler bei festgelegter Stundenanzahl aus einem Angebot von Wahlpflichtfächern wählen, um ihre individuellen Schwerpunkte zu vertiefen:
- Spanisch
- Latein
- Französisch (weiterführend)
- Informatik
- Musikerziehung/Bildnerische Erziehung
- Haushaltsökonomie
- Religion
- Ethik
- Deutsch
- Französisch
- Englisch
- Geschichte und Sozialkunde, Politische Bildung und Rechtskunde
- Geographie und Wirtschaftskunde
- Mathematik
- Biologie und Umweltkunde
- Chemie
- Physik
- Psychologie und Philosophie

### Tatort Theater
Die schuleigene Theatergruppe „Tatort Theater“ wird von Rudolf Neuböck (Künstlerischer Leiter) geführt und von Natalie Spiesberger (Obfrau) betreut.
Durch zahlreiche und oftmals prämierte Theaterstücke und Filme hat sich die vom Kiwanis Club Gmunden und dem Elternverein der Schule unterstützte Gruppe bereits einen Namen in Österreich gemacht.

### Schulband
Die Schulband des BRG Schloss Traunsee ist auch unter dem Namen „Dee-Dee & Absperrbänder“ bekannt, existiert seit September 2002 und wird von Dietmar Kuffner geleitet. Zur Zeit besteht sie aus zwei Sängerinnen, drei Pianisten, einer Hornspielerin, einem Trompeter, einer Bassistin, einem Mundharmoniker, einem Gitarristen und einem Schlagzeuger.

### Talente OÖ
Im BRG Schloss Traunsee werden außerdem  Kurse zur Förderung von hochbegabten Kindern angeboten. Dort können sich nicht nur Schüler der eigenen Schule anmelden, sondern auch solche anderer Schulen. Das Ziel dieser Angebote ist eine möglichst vielseitige Förderung begabter Schüler als Ergänzung oder Vertiefung zu den Angeboten in den Schulen. Neben der intellektuellen Herausforderung sollen auch soziale Aspekte nicht zu kurz kommen. Die Dauer dieser Kurse liegt meistens bei 2 bis 5 Tagen. Die Schüler können entscheiden, ob sie in einem Gärtnerhaus neben dem Schloss nächtigen wollen.

## Trivia
- 1968 fanden in den Räumlichkeiten des Schlosses und Umgebung Dreharbeiten zum Film „Immer Ärger mit den Paukern“ mit Roy Black statt.

## Schulleitung
Bis Ende 2012 war Hans Moser der Direktor der Schule. Ab diesem Zeitpunkt übernahm Manfred Stockhammer die Schulleitung. Schulbeginn 2013 im September war Walpurga Moser die neue Direktorin der Schule. Seit Schulbeginn 2023 übergab sie Egmont Schmidt die Rolle des Direktor.